# Giáo hoàng Gioan IX
Gioan IX (Latinh: Joannes IX) là vị giáo hoàng thứ 116 của Giáo hội Công giáo. Sau triều đại của Giáo hoàng Theodore II chỉ kéo dài có 20 ngày, ông được đưa lên làm Giáo hoàng.
Theo niên giám tòa thánh năm 1806 thì Joannes đắc cử Giáo hoàng vào năm 898 và ở ngôi trong 2 năm và 20 ngày. Niên giám tòa thánh năm 2003 xác định triều đại của ông kéo dài từ tháng 1 năm 898 cho tới tháng 1 năm 900.
Giáo hoàng John IX sinh tại Tivoli, Ý. Ông tái khẳng định quyền tối cao của Giáo hội trên Roma và tất cả các lãnh thổ phụ thuộc. Đây là giai đoạn mà Giáo hội chịu sự lũng đoạn của gia đình Theophylaco. Từ năm 900-915, người chủ động trong cuộc là nghị sĩ Theophylaco, nguyên toàn quyền xứ Ravenna, người nắm quyền quân sự lẫn hành chính và đối với một hàng sĩ bất lực và đám dân phe phái, ông thường xuyên dùng đến bạo lực.
Giáo hoàng đã triệu tập một công đồng để dứt phép thông công và lưu đày tất cả các hồng y đồng loã với Stephen VI và khôi phục tiếng tốt cho Giáo hoàng Formosus. Ông cũng phong cho Lambert Spoleto làm vua của Ý và vị vua này lãnh trách nhiệm bảo vệ Giáo hội và Đức Giáo hoàng. Nhưng Lambert sớm băng hà và nước Ý rơi vào tình trạng vô chính phủ.